# 大连高新技术产业园区
大连高新技术产业园区于1991年3月由中国政府批准兴建，目前已开发面积为8.2平方公里。高新技术产业已成为大连重要的支柱产业。大连作为中国第一个也是目前唯一一个“创建软件产业国际化示范城市”，被确定为国家软件出口基地和半导体照明产业化基地。它是“大连市对外开放的先导区、科技兴市的示范区，也是大连市高新技术产业集聚区。”

## 简介
产业园区位于大连市区西南部，占地153平方公里，海岸线长41.6公里，森林覆盖率70%以上。下辖凌水街道、七贤岭街道和龙王塘街道，人口21万人。现有5000余家注册企业、超过900家高新技术企业、超过380家出口型企业，入驻有IBM、惠普、爱立信、戴尔等世界500强企业100家以上。

## 荣誉
- “国家软件产业国际化示范城市”
- “国家创新型软件产业集群”，
- 中国首家“国家创新型特色园区”
- 中国“国家软件产业基地”
- “国家软件版权保护示范城市”
- 2013年“国家级文化和科技融合示范基地”[2]